# Шибуми (роман)

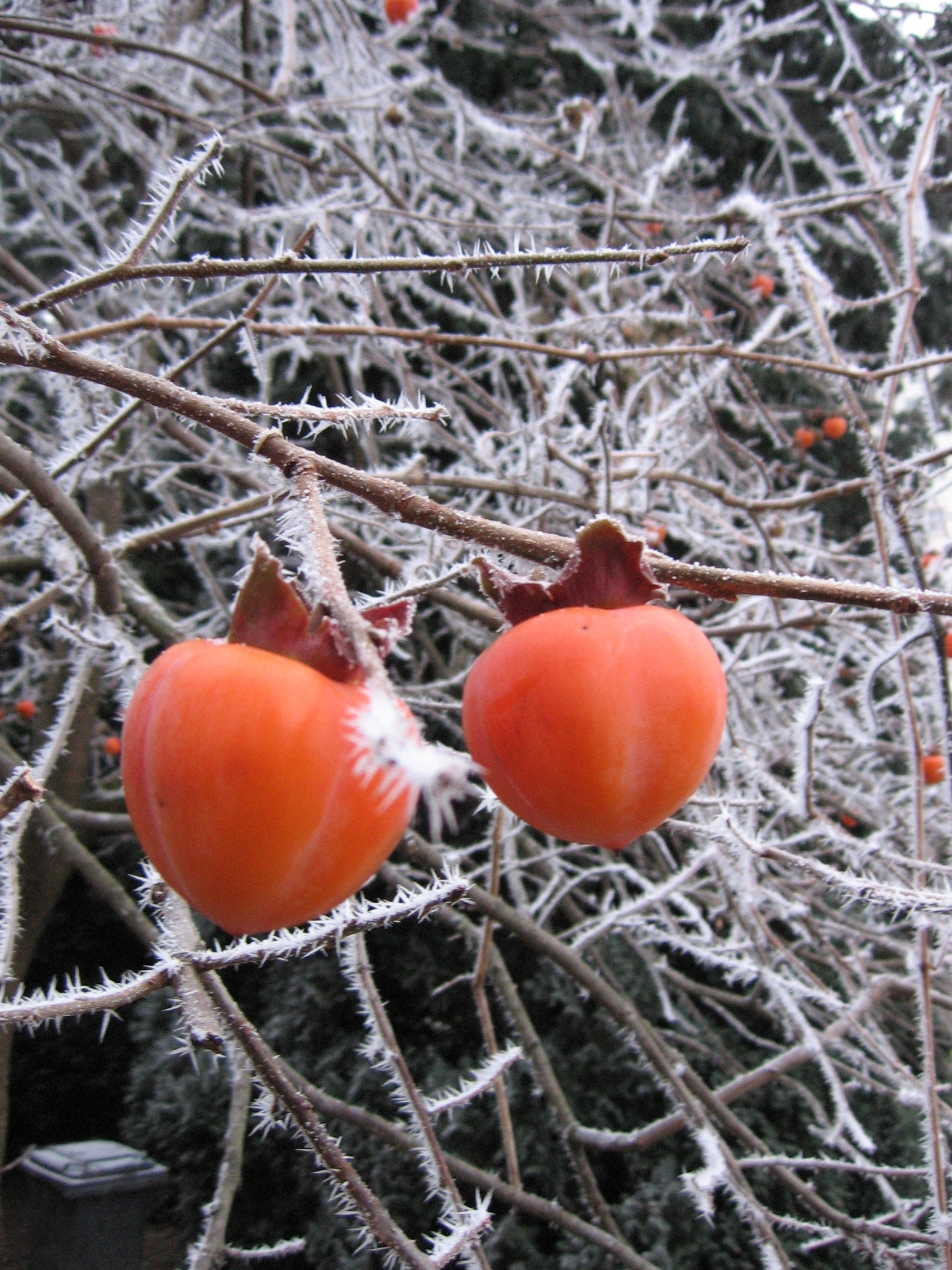
Замёрзшая хурма (Shibumi)

«Шибуми» (англ. Shibumi, правильнее сибуми от яп. 渋み «терпкость») — роман американского писателя Родни Уильяма Уитакера (англ. Rodney William Whitaker), более известного под псевдонимом Треваньян (англ. Trevanian). Роман повествует о заговоре, имеющем место в конце 1970-х годов: описывается смертельная борьба между секретной организацией, намеревающейся эксплуатировать и управлять планетой Земля, и современным самураем, единственная цель которого — достигнуть состояния «сибуми».
Книга, изданная в 1979 году издательством Ballantine Books, сразу стала бестселлером как в США, так и в Европе. На русском языке роман был выпущен в 1994 году издательством «Текс» (Санкт-Петербург).
В 2011 году американский писатель Дон Уинслоу опубликовал приквел к «Шибуми» - роман «Сатори», действие в котором происходят за 20 лет до событий описанных в романе Треваньяна.

## Содержание
Роман состоит из 6 глав неравной длины, названных терминами японской настольной игры го:
- Фусэки : начальная стадия партии;
- Сабаки : умная игра в трудной ситуации; уклонение;[стиль]
- Сэки : никакая сторона не может напасть, не терпя непосредственное поражение;[стиль]
- Защёлка (Уттэгаэ): ситуация, где, если противник нападает, другой игрок может принять ответные меры, вызывая большее повреждение;[стиль]
- Лестница (ситё): противник может думать, что он может убежать, но путь к его неизбежной смерти прост и прям;[стиль]
- Цуру но сугомори: специфическое положение, где противник может думать, что он может убежать, но другой игрок может победить его.[стиль]

## Персонажи
- Николай Хел — главный герой, таинственный мастер боевых искусств, прекрасный игрок в «го», и самый высокооплачиваемый политический убийца в мире. Родился в Шанхае, долгое время рос в Японии, где обучался мастерству игры в «го». Там же обнаружил в себе талант «мистика». После убийства генерала Кисикавы попал в тюрьму, где его держали несколько лет в одиночной камере, пока американцам не понадобился «одноразовый» наемный убийца. Хел выполнил задание, оставшись в живых, и начал работать по найму. Через некоторое время он уходит «на покой», осев в Эшебаре, в собственном замке, вместе с наложницей Ханой, и некоторым количеством слуг. В Эшебаре он живет, занимаясь спелеологией со своим другом Беньятом Ле Каго, или медитируя. Но когда в его доме появляется Ханна Стерн, племянница его старого друга, Хелу приходится вступить в противостояние со всемогущей Компанией.
- Даймонд Джордж О — главный отрицательный персонаж романа, председатель Компании, курирующий дела ЦРУ, связанные с нефтью на Ближнем Востоке. Точный как часы, безжалостный, лишенный какой-либо морали, в чем-то трусливый, являет собой прекрасный образ управляющего. Люди для него, лишь разменная монета в делах, он лишен каких-либо привязанностей. Имеет личные счеты с Николаем Хелом.
- Т. Даррил Старр - старший оперативник ЦРУ, подручный Даймонда. Умелый исполнитель, вечно строящий из себя деревенского простака. По мнению Хела, таковым и является.
- Беньят Ле Каго - друг Хела, баскский поэт, герой среди молодежи. Увлекается спелеологией, на этой почве и сошелся с Николаем Хелом. Искренне считает что баски - вершина эволюции на планете Земля.